# اندیس سنگ تزئینی گرکین
سنگ تزئینی گرکین یک اندیس مصالح ساختمانی است که در  استان قزوین قرار دارد و مادهٔ معدنی موجود در آن، سنگ تزئینی است.سنگ میزبان این اندیس سیل مونزوگابرویی نفوذ کرده در توفهای سازند کرج است و دیرینگی آن به دوران ائوسن می‌رسد. 